# ۶۸۸ (خورشیدی)
۶۸۸ ششصد و هشتاد و هشتمین سال هجری خورشیدی است.